# Diocesi di Tanais
La diocesi di Tanais (in latino: Dioecesis Tanaitana) è una sede soppressa e sede titolare della Chiesa cattolica.

## Storia
Tanais, corrispondente alla città russa di Azov, era un'antica colonia greca sul mar d'Azov. Dal XIV secolo divenne una colonia veneziana e poi genovese con il nome di Tana. Qui venne eretta una diocesi di rito latino, immediatamente soggetta alla Santa Sede, che sopravvisse fino all'occupazione ottomana della città nel 1471.
Dal 1925 Tanais è annoverata tra le sedi vescovili titolari della Chiesa cattolica; la sede è vacante dall'8 settembre 1965.

## Cronotassi dei vescovi
- Reginaldo di Spoleto, O.P. † (1300 - ?)
- Enrico, O.F.M. † (15 agosto 1345 - ? deceduto)
  - Cosma, O.F.M. † (20 marzo 1370 - ?) (amministratore apostolico)
- Giovanni † (menzionato nel 1380)
- Corrado, O.P. † (menzionato nel 1382)
- Matteo † (? deceduto)
- Antonio di Lepanto, O.P. † (3 luglio 1422 - ? deceduto)
- Nicola di Troia, O.F.M. † (27 luglio 1425 - ?)
- Francesco † (? deceduto)
- Basilio, O.F.M. † (11 novembre 1439 - ? deceduto)
  - Erboldo † (maggio 1441 - 15 aprile 1450 deceduto) (antivescovo)
- Matteo di Pontremoli, O.P. † (16 settembre 1464 - ?)

## Cronotassi dei vescovi titolari
- Juan José Maíztegui y Besoitaiturria, C.M.F. † (17 luglio 1926 - 24 febbraio 1933 nominato arcivescovo di Panamá)
- Joseph Tsui Shou-hsün † (16 marzo 1933 - 11 aprile 1946 nominato vescovo di Yongnian)
- Andrew J. Roborecki † (14 febbraio 1948 - 3 novembre 1956 nominato eparca di Saskatoon)
- Raúl Francisco Primatesta † (14 giugno 1957 - 12 giugno 1961 nominato vescovo di San Rafael)
- Agustín Adolfo Herrera † (24 luglio 1961 - 8 settembre 1965 nominato vescovo di San Francisco)